# Martín Garatuza

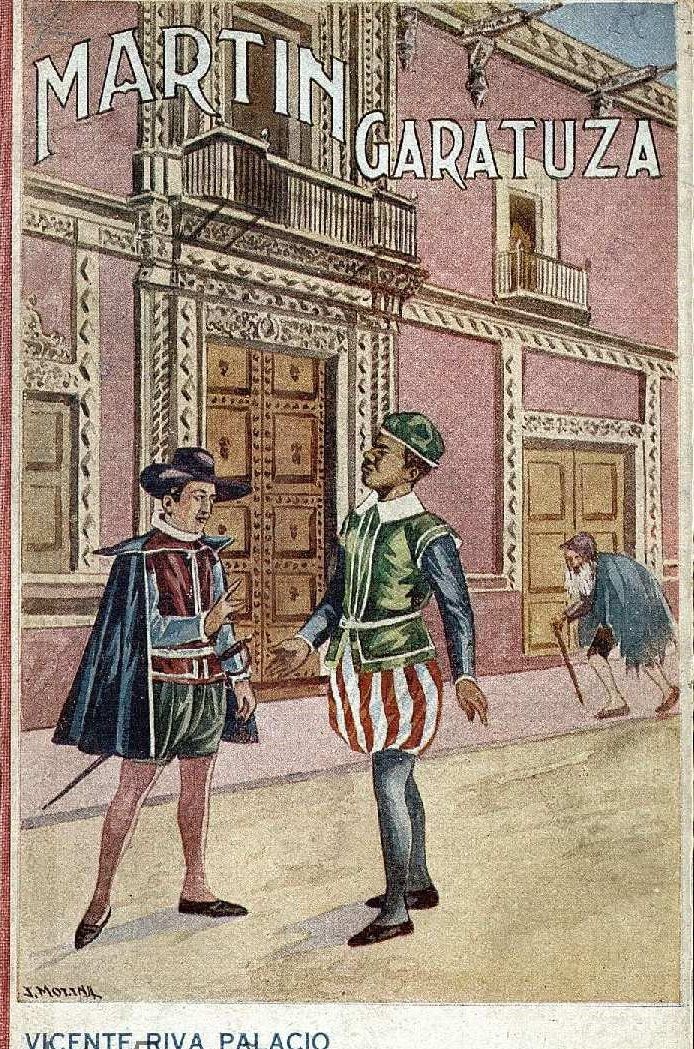
Portada de la novela de Vicente Riva Palacio, Martín Garatuza, México, Imprenta Manuel León Sánchez, 1925. Biblioteca Nacional de España

Martín Garatuza (Puebla de los Ángeles, 1601-† ?) Muy popular en México por sus trapacerías y el quehacer que le dio a la Inquisición. Disfrazado de clérigo cometió muchas pilladas, como el haber oficiado misas en la Catedral de México varias veces. Recorrió gran parte de la Nueva España burlando a la justicia y a la Inquisición.
Su vida fue la inspiración para una novela de tipo nacionalista escrita por el general y literato Vicente Riva Palacio.